# Marc Gicquel
Marc Gicquel (* 30. březen 1977 v Tunisu, Tunisko) je bývalý francouzský profesionální tenista.
Ve své dosavadní kariéře vyhrál na okruhu ATP World Tour 4 turnaje ve čtyřhře.

## Finálové účasti na turnajích ATP (8)

### Dvouhra - prohry (3)
| Legenda                                                       |
| ATP International Series Gold / ATP World Tour 500 Series (0) |
| ATP International Series / ATP World Tour 250 Series (3)      |

| Č. | Datum           | Turnaj                       | Povrch  | Vítěz              | Výsledek    |
| 1. | 29. říjen 2006  | Lyon, Francie                | koberec | Richard Gasquet    | 6-3, 6-1    |
| 2. | 28. říjen 2007  | Lyon, Francie                | koberec | Sébastien Grosjean | 7-6(5), 6-4 |
| 3. | 21. červen 2008 | 's-Hertogenbosch, Nizozemsko | tráva   | David Ferrer       | 6-4, 6-2    |

### Čtyřhra - výhry (3)
| Legenda                                                  |
| ATP International Series / ATP World Tour 250 Series (3) |

| Č. | Datum          | Turnaj              | Povrch | Partner            | Soupeři ve finále               | Výsledek    |
| 1. | 10. srpen 2008 | Washington, USA     | tvrdý  | Robert Lindstedt   | Bruno Soares Kevin Ullyett      | 7-6(6), 6-3 |
| 2. | 11. leden 2009 | Brisbane, Austrálie | tvrdý  | Jo-Wilfried Tsonga | Fernando Verdasco Mischa Zverev | 6-4, 6-3    |
| 3. | 10. leden 2010 | Brisbane, Austrálie | tvrdý  | Jérémy Chardy      | Lukáš Dlouhý Leander Paes       | 6-3, 7-6(5) |

### Čtyřhra - prohry (2)
| Legenda                                                  |
| ATP International Series / ATP World Tour 250 Series (2) |

| Č. | Datum             | Turnaj            | Povrch | Partner          | Vítězové                            | Výsledek       |
| 1. | 15. červenec 2007 | Gstaad, Švýcarsko | antuka | Florent Serra    | František Čermák Pavel Vízner       | 7-5, 5-7, 10-7 |
| 2. | 6. leden 2008     | Čennaj, Indie     | tvrdý  | Marcos Baghdatis | Sančai Ratiwatana Sončat Ratiwatana | 7-5, 5-7, 10-7 |

## Postavení na žebříčku ATP na konci sezóny

### Dvouhra
| Rok    | 1998  | 1999   | 2000    | 2001   | 2002   | 2003   | 2004   | 2005   | 2006  | 2007  | 2008  | 2009  |
| Pořadí | 1342. | ▲ 718. | ▼ 1334. | ▲ 406. | ▲ 225. | ▼ 411. | ▲ 163. | ▲ 123. | ▲ 50. | ▼ 70. | ▲ 54. | ▼ 58. |

### Čtyřhra
| Rok    | 2001 | 2002 | 2003   | 2004   | 2005   | 2006   | 2007   | 2008  | 2009  |
| Pořadí | 579. | ▼ x  | ▲ 577. | ▼ 596. | ▲ 355. | ▲ 326. | ▲ 148. | ▲ 39. | ▼ 96. |